# شهرت ایرگاشف
شهرت ایرگاشف (۱۹ ژوئن ۱۹۴۵–۱۷ سپتامبر ۲۰۲۱ (سن ۷۶ سالگی)) بازیگر اهل کشور اتحاد جماهیر شوروی و ازبکستان بود. از فیلم‌هایی که وی در آن بازی کرده می‌توان به فیلم ابوریحان بیرونی اشاره نمود.